# Красногорский (Волгоградская область)
Красногорский — хутор в Новоаннинском районе Волгоградской области России, в составе Амовского сельского поселения.

## История
В 1966 г. Указом Президиума ВС РСФСР хутор отделения № 4 совхоза «АМО» переименован в Красногорский.

## География
Расположен в северо-западной части области. Есть пруд.
Абсолютная высота 127 метров над уровня моря
.

## Население
| 2010 |
| ---- |
| 122  |

## Инфраструктура
Развито сельское хозяйство. Действовало во времена СССР отделение № 4 совхоза «АМО».

## Транспорт
Просёлочные дороги.